# Termini Imerese
Termini Imerese là một đô thị trong tỉnh Palermo, vùng Sicilia, Ý. Đô thị này có diện tích 77,57 km2, dân số theo điều tra năm 2007 của Cục thống kê quốc gia Ý là 27.435 người.